# Přemyšov
Přemyšov je přírodní rezervace nacházející se na katastrech ostravských městských obvodů Svinova a Polanky nad Odrou. Nachází se po pravé straně cesty ze Svinova do Polanky. Tvoří ji les, rybník a soustava rákosin. Celá rezervace je velká cca 30 ha a v současné době není přístupná sítí běžných chodníků a cyklostezek.
Stále vlhké prostředí je optimální pro růst rákosů (Phragmites) a ostřic (Carex). Hojně se zde vyskytují olše (Alnus), duby (Quercus), habry (Carpinus) a lípy (Tilia), dále kapradiník bažinný (Thelypteris palustris) a sněženka podsněžník (Galanthus nivalis). Nalezneme tady však také chráněné druhy, jako je kotvice plovoucí (Trapa natans), leknín bílý (Nymphaea alba) a žebratka bahenní (Hottonia palustris). Z ohrožených druhů to je např. bahnička bradavkatá (Eleocharis mamillata), jilm vaz (Ulmus laevis), jilm habrolistý (Ulmus minor) či kosatec žlutý (Iris pseudacorus). Rostliny uvedené v červené knize ohrožených druhů zastupuje brčál menší (Vinca minor) či kyčelnice žláznatá (Dentaria glandulosa).
Bažinný biotop poskytuje vhodný životní prostor také pro celou řadu savců a ptáků, jako je např. sluka lesní (Scolopax rusticola) či vzácný hohol severní (Bucephala clangula). V tůních se nachází nevelké populace čolka obecného (Lissotriton vulgaris), rosničky zelené (Hyla arborea), skokana hnědého (Rana temporaria) a skokana zeleného (Pelophylax esculentus).
Velkou zátěží pro tuto rezervaci je sklad materiálů prakticky uprostřed pozemku a obalovna asfaltových hmot pro povrchy silnic. Provoz nákladních aut rovněž neprospívá nerušenému životu v rezervaci.

## Další informace
Přemyšov je také název blízké osady.